# Атабаева, Ходжалхон
Ходжалхон Атабаева (узб. Ҳоҷалхон Атобоева; 15 января 1915 года, кишлак Кумкурган, Наманганский уезд, Ферганская область, Туркестанский край — дата смерти неизвестна) — звеньевая колхоза «Коммунист Таджикистана» Сталинабадского района Сталинабадской области, Таджикская ССР. Герой Социалистического Труда (1947).

## Биография
Родилась в 1915 году в крестьянской семье в кишлаке Кумкургат Ферганской области. С 1931 по 1938 года — рядовая колхозница в одном из колхозов Сталинского района Ферганской области, Узбекская ССР. Позднее переехала в Сталинабадский район Таджикской ССР, где работала рядовой колхозницей в колхозе «Коммунист Таджикистана» (в 1960-х годах — колхоз имени XX партсъезда) Сталинабадского района. В 1945 году назначена звеньевой хлопководческого звена.
В 1946 году звено Ходжалхон Атабаевой собрало в среднем по 88 центнеров хлопка-сырца на участке площадью 5 гектаров. Указом Президиума Верховного Совета СССР от 19 марта 1947 года «за получение высоких урожаев хлопка в 1946 году» удостоена звания Героя Социалистического Труда с вручением ордена Ленина и золотой медали «Серп и Молот».
В 1947 году за выдающиеся трудовые показатели при уборке хлопка была награждена вторым Орденом Ленина. С 1949 года член ВКП(б).
В 1968 году вышла на пенсию.
Дата смерти не установлена.
Награды
- Герой Социалистического Труда
- Орден Ленина — дважды (1947; 02.04.1948)
- Медаль «За доблестный труд в Великой Отечественной войне 1941—1945 гг.»
- Почётная грамота Президиума Верховного Совета Таджикской ССР
- Мастер хлопка Таджикской ССР (1949).